# Yong Yu Sing No. 18
El Yong Yu Sing No.18 (en chino :永裕興18號) era un barco pesquero taiwanés que se encontró a la deriva y sin nadie a bordo, cerca del atolón Midway, tras perder contacto con la costa. Las autoridades taiwanesas concluyeron que la tripulación se perdió debido a un fenómeno meteorológico.

## Descubrimiento
El barco fue avistado flotando cerca del atolón Midway el 2 de enero de 2021. Tras una inspección más detallada por parte de la Guardia Costera de los Estados Unidos, faltaba un bote salvavidas, al igual que los 10 tripulantes. El barco también resultó dañado en lo que parecía ser una colisión. El barco quedó a la deriva en el océano Pacífico y la Guardia Costera de los Estados Unidos continuó buscando a la tripulación desaparecida. De los 10 que estaban a bordo cuando desapareció, nueve eran de nacionalidad indonesia y el capitán era taiwanés.

## Investigación
La Fiscalía del Distrito de Yilan de Taiwán investigó el incidente y determinó que no había "señales de altercados físicos, sangre o explosiones", pero sí "múltiples daños estructurales encontrados en el casco [...] que indicaban que el barco había sufrido fuertes olas de viento desde múltiples direcciones". El caso se cerró con la conclusión de que "no hubo conductas delictivas involucradas". El Liberty Times informó que la causa más probable fue que las grandes olas hicieron que la tripulación cayera al mar y que no es probable que se tratara de un asesinato o de piratería.
En junio de 2021, el caso concluyó que “no hubo conducta delictiva”, deduciendo que se produjo una anomalía en la señal en el pesquero el 30 de diciembre del año pasado, y al mismo tiempo, se confirmó que hubo un desastre climático explosivo y violento. en la zona del mar durante ese período. Según la evidencia relevante, el barco pesquero se encontró con un ciclón explosivo durante la operación de pesca con palangre y fue golpeado por una oleada cuando la operación de recuperación de la línea no pudo responder a tiempo. Todo el caso fue firmado con un certificado de no homicidio.